# Капротти, Пьетро
Пье́тро Капро́тти (итал.  Pietro Caprotti PIME, 15 марта 1832 года, Карате-Брианца, Италия — 2 июня 1897 года, Хайдарабад, Индия) — католический прелат, епископ Хайдарабада с 28 февраля 1882 года по 2 июня 1897 год. Член миссионерской организации «Папский институт заграничных миссий».

## Биография
Родился 15 марта 1832 года в городе Карате-Брианца, Италия. После получения богословского образования в семинарии был рукоположён в священника.
28 февраля 1882 года Римский папа Лев XIII назначил Пьетро Капротти апостольским викарием Хайдарабада и титулярным епископом Абидуса. 29 июня 1882 года состоялось его рукоположение в епископа. 25 ноября 1886 года апостольский викариат Хайдарабада был преобразован в епархию и Пьетро Капротти получил титул «епископ Хайдарабада».
Скончался 2 июня 1897 года в Хайдарабаде.